# (10224) Hisashi
(10224) Hisashi – planetoida z pasa głównego asteroid okrążająca Słońce w ciągu 3 lat i 288 dni w średniej odległości 2,43 j.a. Została odkryta 26 października 1997 roku w obserwatorium w Chichibu przez Naoto Satō. Nazwa planetoidy pochodzi od Hisashiego Hirabayashi (ur. 1943), wysokiego urzędnika JAXA Space Education oraz dyrektora Space Education Center. Przed nadaniem nazwy planetoida nosiła oznaczenie tymczasowe (10224) 1997 UK22.